# Зграда украјинске владе
Зграда украјинске владе (укр. Будинок Уряду, лат. Budynok Uriadu) је управна зграда Кабинета министара Украјине и била је највиша зграда у Кијеву од 1941. до 1954. године. Налази се у центру града у улици Хрушевски у близини парламента Врховне Раде. 

## Историјат
Зграда украјинске владе је изграђена 1936—1938. по пројекту архитекте Ивана Фомина и делимично архитекте Павла Абросимова. Главна полукружна фасада је окренута према улици Хрушевски. Подједнако је преграђена високим стубовима коринтског реда чији су капители и основе 25 метара високи и направљени од ливеног гвожђа. Нижи спратови зграде су обложени локовима лабрадорита, док су портали са углачаним гранитом. Стубови за заставе од легуре и украшене капије су направљене 1947. године. Првобитно је пројектована на захтев Народног комесаријата унутрашњих послова јер је Влада требала да буде смештена у згради коју данас користи Министарство спољних послова Украјине на тргу Михајлов. Међутим, планови изградње су промењени јер је донета Одлука о промени локације Владе заједно са Народном банком Украјине и седиштем клуба Кабинета министара који чине заједнички суд са приступом сигурносном бункеру противваздушне одбране. Године 1990. је зграду заузео Кабинет министара Украјинске Совјетске Социјалистичке Републике, а 1991. Кабинет министара Украјине и тада је добила ново име — Дом Владе Украјине. Унутрашњост зграде је скоро потпуно лишена декоративне и уметничке декорације. Године 1997. су горњи спратови окречени у светлу боју.